# Benone de Arruda Albernaz
Benoni de Arruda Albernaz (1933 — 1992) foi um militar brasileiro acusado de praticar torturas contra várias pessoas, na época da Ditadura Militar, dentre elas Dilma Roussef, quando esteve presa em 1970. Era filho de um militar que lutou na Segunda Guerra Mundial e se formou em 1956 como oficial de artilharia. Em 1969, foi convocado pelo general Aloísio Guedes Pereira para servir na recém-criada Operação Bandeirante (Oban), cuja função era coordenar as ações de combate aos opositores da ditadura.
Consta que Albernaz tomou parte da sessão de torturas em que faleceu Virgílio Gomes da Silva, um dos líderes do sequestro do embaixador dos Estados Unidos, Charles Burke Elbrick, e o primeiro preso político a sumir depois da edição do Ato Institucional Número Cinco. Era o chefe da equipe A de interrogatório preliminar da Oban quando Dilma Roussef foi presa, em janeiro de 1970. Segundo os relatos, Albernaz participou do interrogatório de Dilma e, ainda conforme os documentos, deu-lhe socos que lhe arrancaram um dente. Ele também foi acusado de torturas contra Tito de Alencar Lima, José Maria Ferreira Araújo e Gilberto Natalini.
Albernaz deixou a Oban em fevereiro de 1971 e tentou por três vezes fazer o curso de operações na selva, mas teve a matrícula recusada apesar de ter recebido condecorações e elogios de seus superiores.
Foi transferido para o interior do Rio Grande do Sul e, em março de 1974, foi internado em Porto Alegre, vítima de envenenamento. Fazia parte da Divisão de Finanças do Exército, em Brasília, quando foi declarado inabilitado para promoções devido à falta de “conceito profissional” e “conceito moral”. Em março de 1977, foi transferido para a reserva pelo presidente Ernesto Geisel.
Preso em novembro de 1984 durante uma operação conjunta da Polícia Federal e do II Exército, em 1985 foi condenado a um ano e seis meses de prisão por falsidade ideológica pelo Conselho de Justiça Militar, depois de coagir clientes a comprar terrenos apresentando-se como coronel, sendo major da reserva, e dizendo-se integrante do Serviço Nacional de Informações. Sofrendo com dívidas, morreu após um "mal súbito" no apartamento da namorada, em São Paulo. Deixou três filhos: Roberto, Márcia e Benoni de Arruda Albernaz Júnior, que é médico militar.